# Reichertsheim
Reichertsheim er en kommune i Landkreis Mühldorf am Inn i den østlige del af regierungsbezirk Oberbayern i den tyske delstat Bayern.
Den er hjemsted for Verwaltungsgemeinschaft Reichertsheim.

## Geografie
Reichertsheim ligger i Region Südostoberbayern.
Ud over Reichertsheim, ligger landsbyerne Dachberg og Kronberg i kommunen.